# Кёниг, Карл (ботаник)
Карл Кёниг (нем. Carl Dietrich Eberhard König, англ. Charles Konig; 1774—1851) — немецко-британский натуралист; хранитель Британского музея в Лондоне.
Родился в 1774 году в Брауншвейге. 
В 1795 году начал изучать медицину в Гёттингенском университете, в 1797 году перешёл в университет Эрлангена.
В конце 1800 года он отправился в Англию для работы с коллекцией королевы Шарлотты. После завершения работы он стал помощником ботаника Дрюандера (1748-1810) и библиотекарем Джозефа Бэнкса. В 1807 году он сменил Джорджа Шоу на должности помощника хранителя отдела естественных наук в Британском музее, а в 1813 году стал хранителем отдела.
Позже он стал хранителем отделов геологии и минералогии и занимал этот пост до своей внезапной смерти в Лондоне 6 сентября 1851 года. Был похоронен на кладбище Кенсал-Грин.
Член Лондонского королевского общества (1810), иностранный член-корреспондент Петербургской Академии наук (1805). В 1831 году он был избран членом-корреспондентом Геттингенской академии наук.
Из его сочинений известны: «Tracts relative to Botany» (Лондон, 1805); «Annals of Botany» (Лондон, 1805—1806, 2 т., 30 таблиц; издано вместе с Дм. Симеоном).